# Selge (Pisidien)
Koordinaten: 37° 14′ N, 31° 8′ O

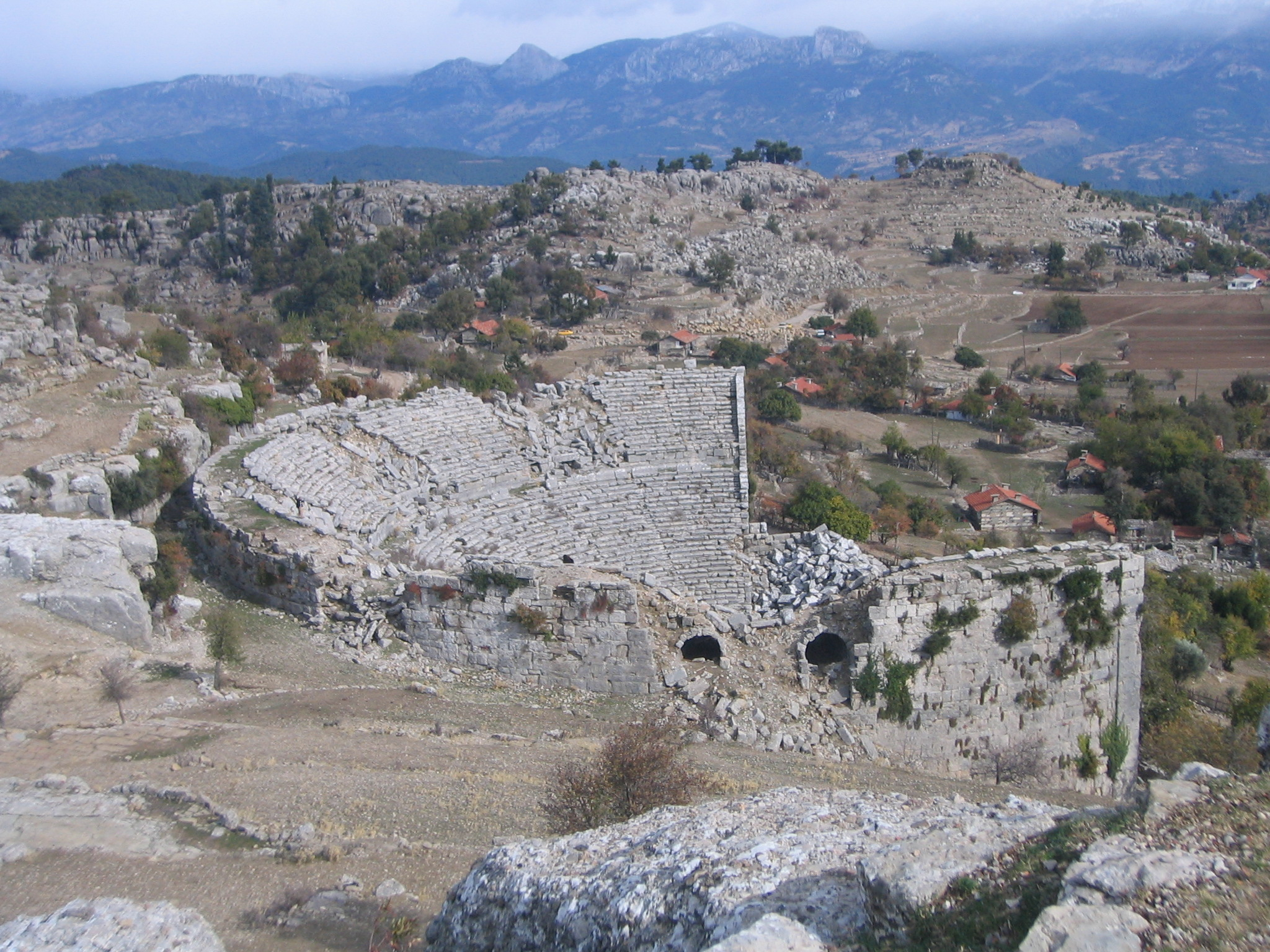
Selge: Römisches Theater

 Selge (altgriechisch Σέλγη) war eine antike Stadt in der kleinasiatischen Landschaft Pisidien beim heutigen Altınkayaköy (früher Zerk) (Türkei). Sie liegt 56 km nordwestlich von Side auf ca. 1000 m. ü. M. im oberen Tal des Eurymedon (heute: Köprüçay) am westlichen Ende des Taurusgebirges.

## Geschichte
Der Überlieferung nach soll Selge nach dem Krieg um Troja durch den Seher Kalchas gegründet und durch Griechen aus Sparta besiedelt worden sein. Auf Münzen ist der Ort seit dem 5. Jahrhundert v. Chr. nachweisbar. Wirtschaftliche Grundlage war der Anbau von Wein und Oliven auf der umgebenden fruchtbaren Hochebene sowie der Holzexport. Zudem wurde mit pharmazeutischen Rohstoffen wie Styraxharz, „Selgische Schwertlilie“ und weiteren Kräutern sowie den daraus zubereiteten Arzneimitteln (unter anderem das Kräuteröl „Selgiticum“) gehandelt. Politisch bestanden zu Aspendos gute Beziehungen, ansonsten war die Stadt kriegerisch gegen ihre Nachbarn ausgerichtet.
Als Alexander der Große durch Kleinasien zog, verbündete sich die Stadt mit ihm, um, allerdings erfolglos, die nahe Stadt Termessos zu belagern. Polybios beschreibt einen Krieg zwischen Selge und Pednelissos 218 v. Chr., in dem Pednelissos Achaios, einen usurpierten General des Antiochos’, zu Hilfe rief. Nach dem Tod des galatischen Königs Amyntas  im Jahr 25 v. Chr. verlor Selge die Selbstständigkeit und wurde in die römische Provinz Galatien eingegliedert. Laut Strabon soll die Stadt zu einer nicht genau bestimmten früheren Zeit etwa 20.000 Einwohner gehabt haben.
Mit dem Verlust der politischen Selbstständigkeit scheint auch ein wirtschaftlicher Niedergang einhergegangen zu sein, von dem sich die Stadt anscheinend erst im Laufe des 2. Jahrhunderts n. Chr. zu erholen begann. Im Jahr 399 kam es zu einer erfolglosen Belagerung durch die Goten unter dem Anführer Tribigild. In byzantinischer Zeit war Selge Bischofssitz. Die Stadt wurde später in seldschukischer Zeit aufgegeben. Bei einem Erdbeben 1947 wurde das bis dahin sehr gut erhaltene Theater teilweise zerstört.

## Archäologie
Es sind die Reste der Stadtmauer, eines Theaters, eines Stadions, der Agora mit Säulenhallen, eines Gymnasions und einer Basilika erhalten. Das Theater wurde im 3. Jahrhundert n. Chr. neu gebaut und fasste etwa 15.000 Zuschauer. Außerhalb der Stadtmauer lagen ein Aquädukt und einige Kammergräber.

## Münzprägung
Selge prägte seit spätestens dem 5. Jahrhundert eigene Münzen, zunächst aus Silber, später auch aus Bronze. Die Kleinsilbermünzen zeigen auf dem Avers meistens ein Gorgoneion, die früheren meist mit herausgestreckter Zunge, die späteren mit langen Haaren, Apollo oder Helios ähnelnd. Auf dem Revers ist üblicherweise ein Athenakopf abgebildet.

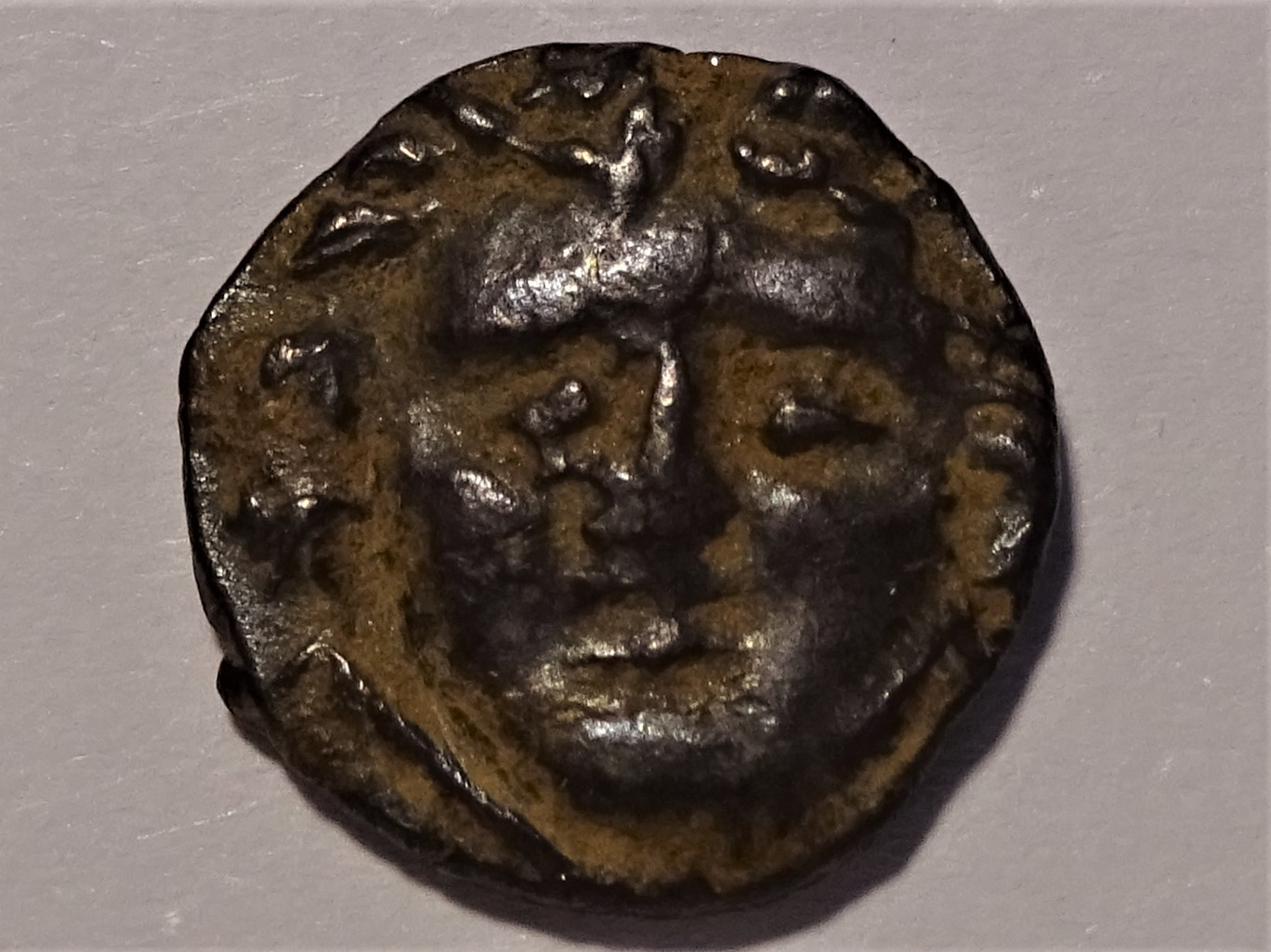
Obol aus Selge mit Gorgoneion, ca. 300 bis 100 v. Chr.

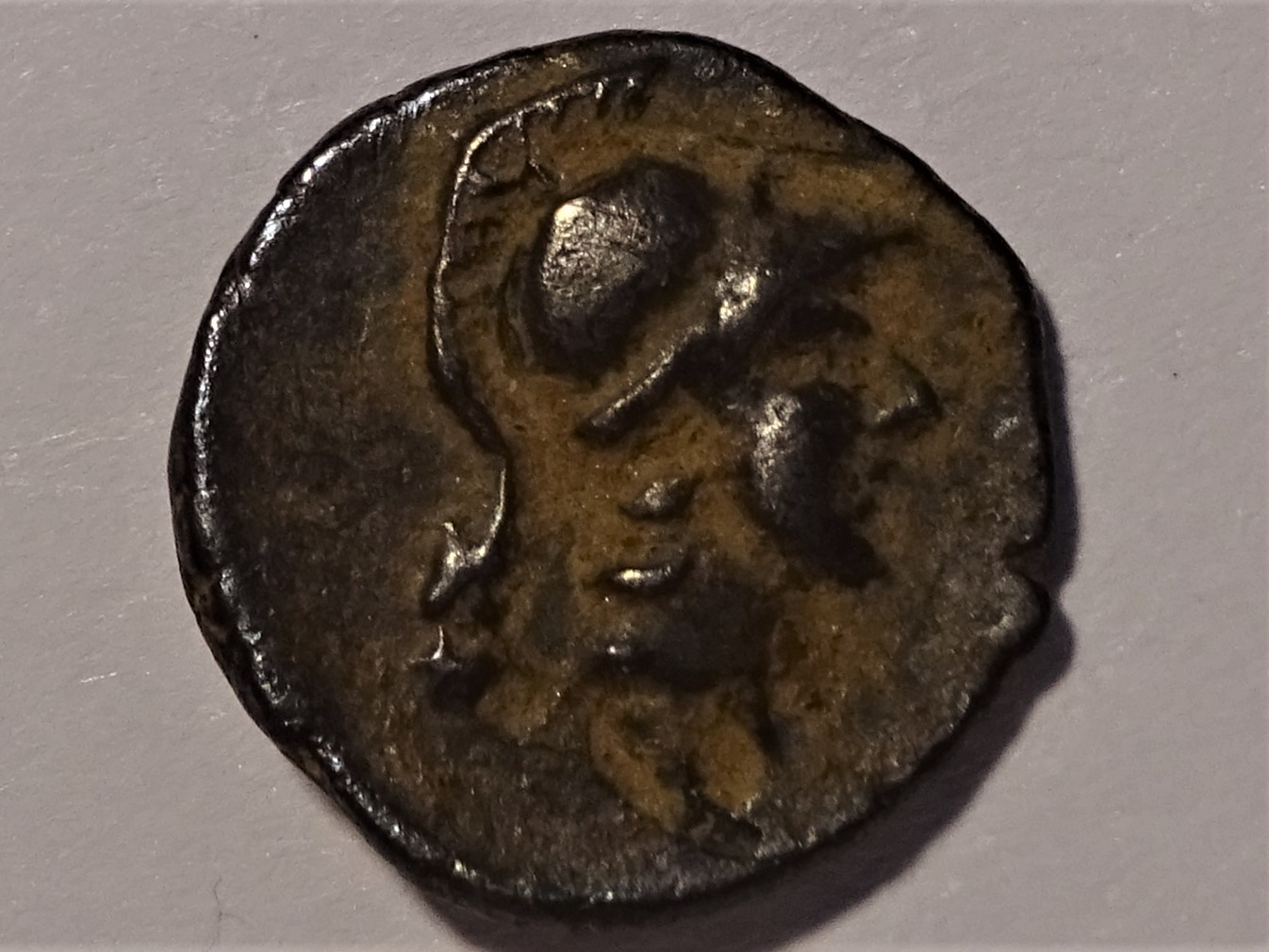
Rückseite des Obols aus Selge mit Athenakopf

## Umgebung

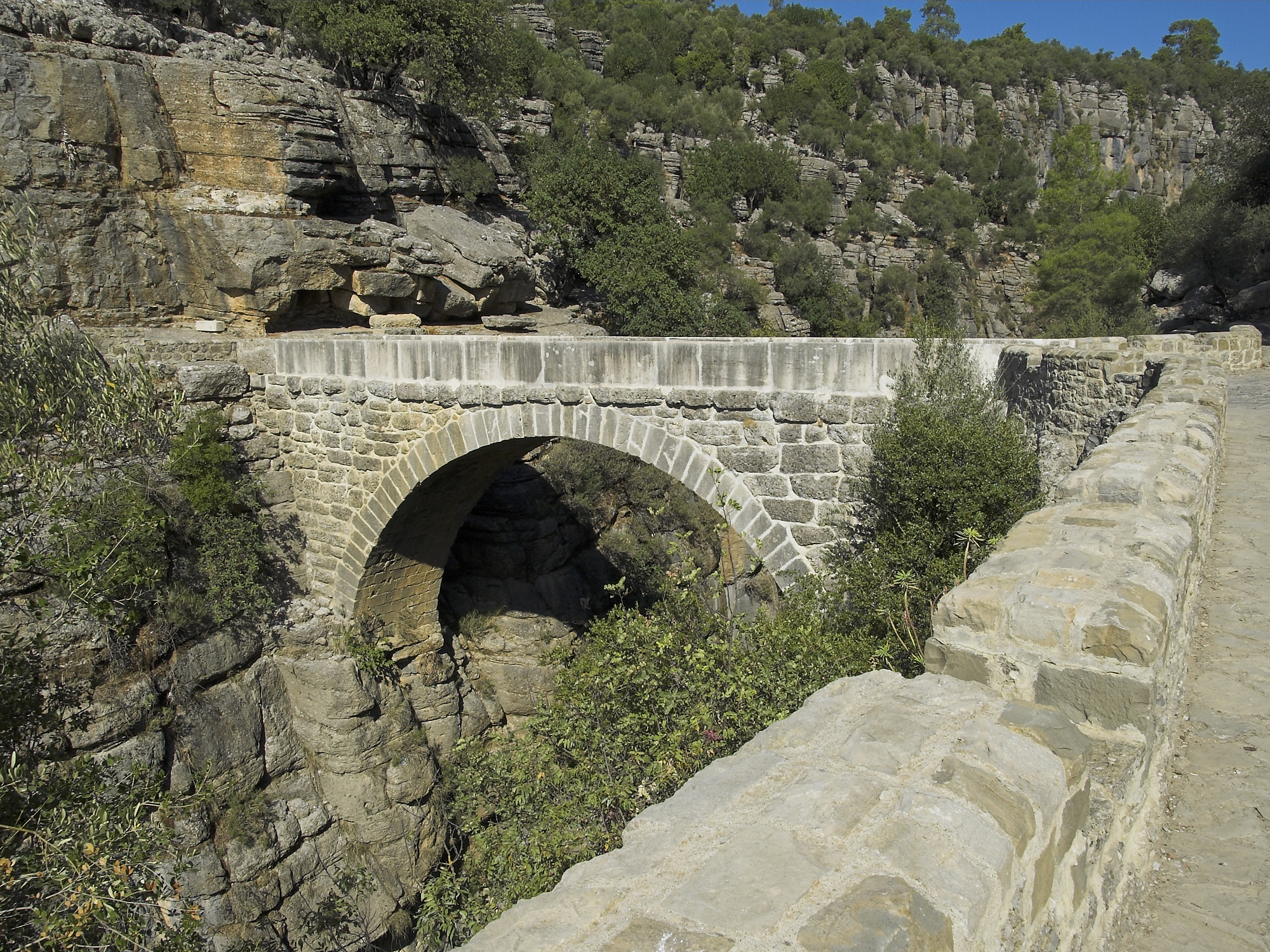
Römerbrücke über den Eurymedon

Selge liegt innerhalb des Köprülü-Kanyon-Nationalparks. Etwa auf halbem Weg von der Küstenstraße nach Selge, der etwa dem Eurymedon folgt, überquert die Straße diesen über eine römische Steinbogenbrücke in etwa 30 m Höhe.